# Pacto de El Pardo

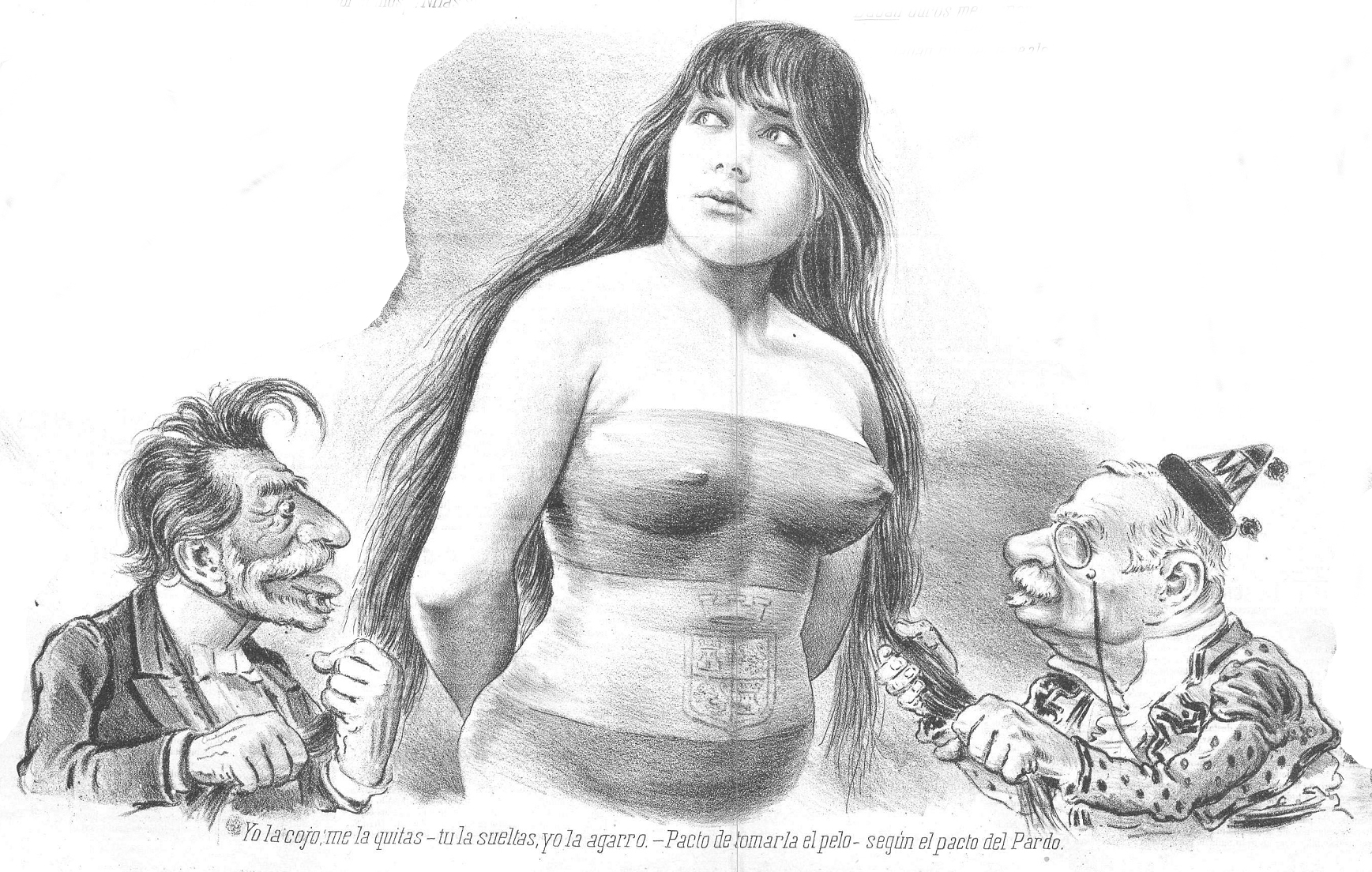
Caricatura de Sagasta y Cánovas, en la que se hace alusión expresa al Pacto de El Pardo, en la revista satírica española Don Quijote, 1894.

El Pacto de El Pardo fue un acuerdo que supuestamente habría tenido lugar el 24 de noviembre de 1885, en vísperas de la muerte del rey Alfonso XII, entre Cánovas del Castillo y Práxedes Mateo Sagasta, líderes respectivos de los dos partidos más importantes de la Restauración monárquica, el Partido Liberal Conservador y el Partido Liberal-Fusionista, con el propósito de proporcionar estabilidad al régimen, que consideraban amenazada por el entonces probable fallecimiento del monarca. En este pacto se habría concretado un cambio futuro, o alternancia, de gobierno sin sobresaltos entre ambas formaciones, es decir un «turno pacífico» entre los llamados «partidos dinásticos». Sin embargo, existen otras fuentes que afirman que no existió un pacto como tal, sino que se trató de una simple entrevista entre ambos líderes en la que acordaron la necesidad de un consenso en un período crítico para el devenir político del país. La reunión entre Cánovas y Sagasta fue acordada a través del general Arsenio Martínez Campos.

## El «Pacto»

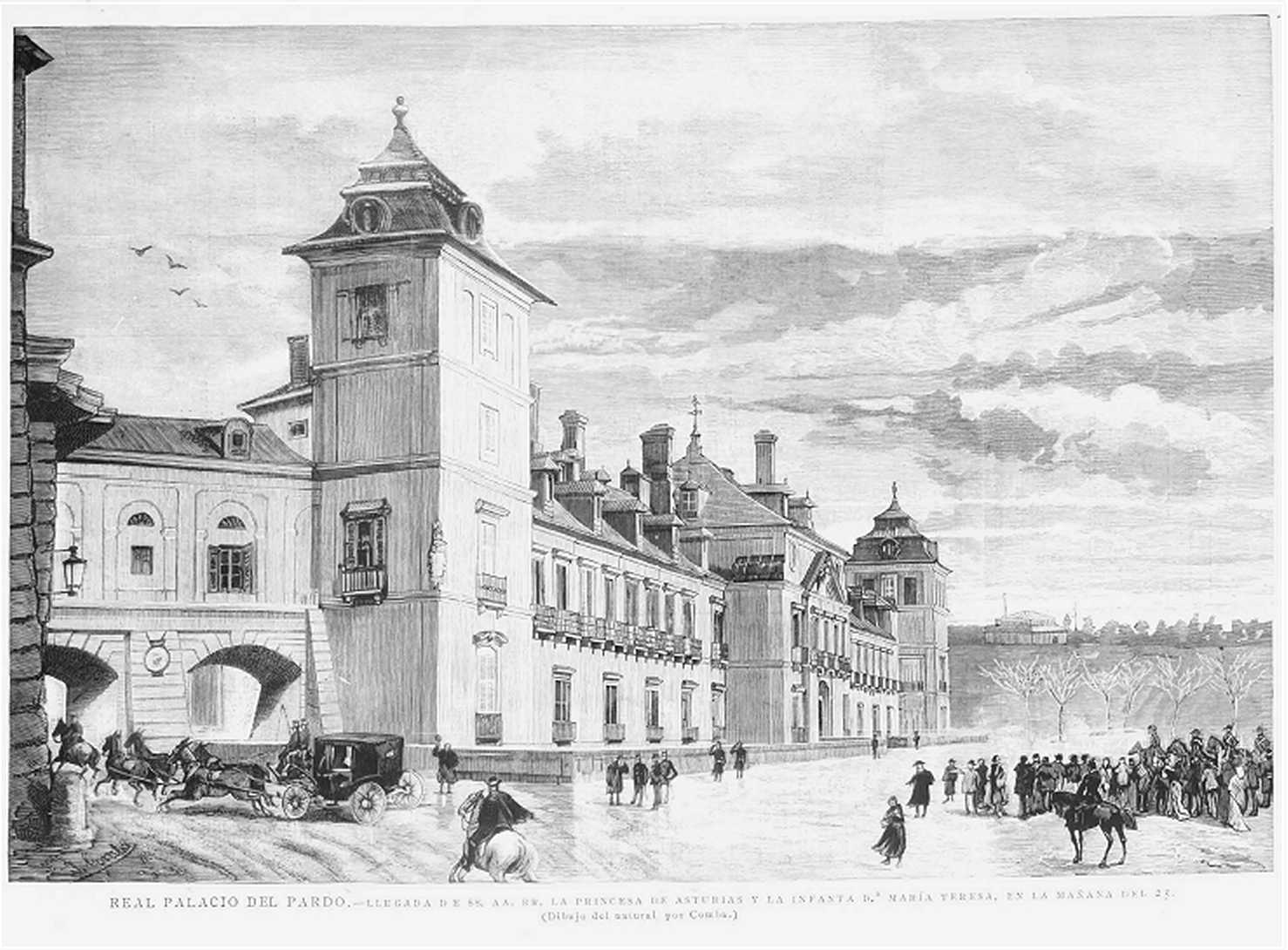
El Palacio de El Pardo en 1885. El 31 de octubre Alfonso XII se trasladó allí por recomendación de los médicos. Allí fallecería el 25 de noviembre.

La muerte del rey Alfonso XII causó una gran preocupación —«un terror apocalíptico», según José Varela Ortega— entre las elites políticas ante la perspectiva de la regencia de la joven e inexperta esposa del rey María Cristina de Habsburgo, que estaba embarazada (su hijo, un varón, nacería en mayo de 1886). «La muerte del rey ha producido aquí un singular estupor e incertidumbre. Nadie puede adivinar lo que acontecerá», le escribió Marcelino Menéndez Pelayo a Juan Valera, entonces embajador español en Estados Unidos. El gobierno temía un pronunciamiento republicano o un levantamiento carlista, o los dos al mismo tiempo, por lo que las tropas fueron puestas en estado de alerta. La Bolsa se desplomó.
Ante esta situación el presidente del Gobierno Antonio Cánovas del Castillo, que habló de la necesidad de una «segunda Restauración» que sería «más difícil que la primera» y ante el temor de que los liberales se unieran a los republicanos si no accedían al poder (la crisis del miedo, la llamó el conservador Francisco Silvela), decidió dimitir y aconsejar a la regente que llamara al gobierno a Sagasta. Cánovas comunicó su decisión al líder liberal y este aceptó en una reunión que mantuvieron en la presidencia del Gobierno por mediación del general Martínez Campos y que sería conocida equivocadamente como el «Pacto de El Pardo» (porque supuestamente habría tenido lugar en el Palacio de El Pardo donde había muerto el rey). El 27 de noviembre por la noche en el Palacio Real, la regente María Cristina recibió el juramento del nuevo gobierno presidido por Sagasta y ante el mismo juró la Constitución. Así explicaría Cánovas su decisión en el Congreso de Diputados, tiempo después:

Nació en mí el convencimiento de que era preciso que la lucha ardiente en que nos encontrábamos a la sazón los partidos monárquicos… cesara de todos modos y cesara por bastante tiempo. Pensé que era indispensable una tregua y que todos los monárquicos nos reuniéramos alrededor de la Monarquía… Y una vez pensado esto… ¿qué me tocaba a mí hacer? ¿es que después de llevar entonces cerca de dos años en el gobierno y de haber gobernado la mayor parte del reinado de Alfonso XII, me tocaba a mí dirigir la voz a los partidos y decirles: ‘porque el país se encuentra en esta crisis no me combatáis más; hagamos la paz alrededor del trono; dejadme que me pueda defender y sostener? Eso hubiera sido absurdo y, además de poco generoso y honrado, hubiera sido ridículo. Pues yo me levantaba a proponer la concordia y a pedir la tregua, no había otra manera de hacer creer mi sinceridad sino apartarme yo mismo del poder.

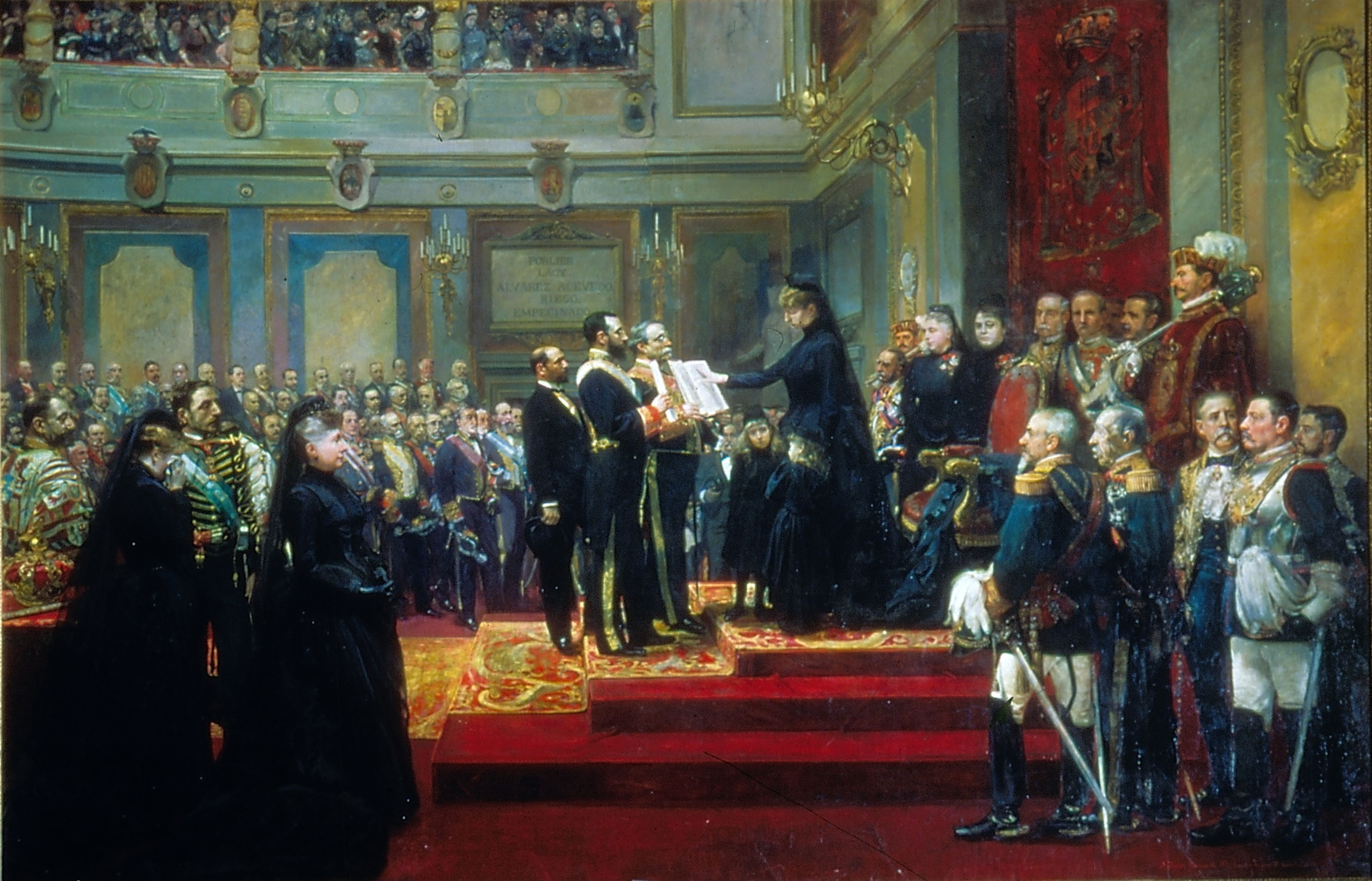
Jura de la Constitución por María Cristina (Palacio de las Cortes, 30 de diciembre de 1885) de Francisco Jover y Casanova y Joaquín Sorolla (1897). Cánovas es quien sostiene el ejemplar de la Constitución sobre el que jura la regente María Cristina de Habsburgo. Abajo a la derecha se encuentra el general Arsenio Martínez Campos.

Como ha señalado Ramón Villares, «la muerte del rey Alfonso XII y el acuerdo o pacto de 1885 (el impropiamente llamado pacto del Pardo) marcan de forma definitiva la consolidación del régimen» de la Restauración. Por su parte Feliciano Montero ha señalado que «el vacío político que provocó la muerte de Alfonso XII puso a prueba la solidez del edificio canovista. El acceso al poder del partido liberal, definitivamente constituido, y su larga gestión gubernamental (“el Parlamento largo”) contribuyó a consolidar el sistema político». Por otro lado, buena parte de la jerarquía eclesiástica católica, con el nuncio Rampolla al frente, también desempeñó un papel importante en la consolidación del régimen al hacer pública el 14 de diciembre de 1885 una declaración de apoyo a la Regencia.
Ángeles Lario ha destacado que el acuerdo político a que se llegó tras la muerte del rey «convirtió a los dos grandes partidos en los verdaderos directores de la vida política, controlando consensuadamente hacia arriba la prerrogativa regia y hacia abajo la construcción de las necesarias mayorías parlamentarias [mediante el fraude electoral]; definiendo así la vida de este importante periodo de nuestro liberalismo y siendo origen a su vez de sus más graves limitaciones. Se puede diagnosticar ―permítaseme la expresión― que el régimen político de la Restauración sufrió de la enfermedad producida por su propio éxito».